# Barbara Eder
Barbara Eder (Eisenstadt, 1976 –) osztrák származású filmrendező és forgatókönyvíró.

## Életpályája
1995-ben érettségizett Texasban. 1998–2008 között Bécsben folytatott rendezői tanulmányokat.
Első hosszabb filmje 2010-ben Inside America címmel jelent meg, amelyet nemzetközi filmfesztiválokon is vetítettek, többek között Torontóban, Szarajevóban és Torinóban, és számos díjat elnyert. Az általa rendezett Thank you for bombing című, Afganisztánban, Jordániában és Ausztriában forgatott film 2015-ben jelent meg.
2019-ben Steve St. Legerrel közösen rendezte a Barbárok című sorozatot, amely a Netflixen várhatóan 2020 októberében lesz elérhető. A sorozat egy hatrészes történelmi dráma, amely a Római Birodalom Kr. u. 9-ben elszenvedett teutoburgi vereségét dolgozza föl. A történet főhőse a germán származású Arminius, aki a római hadseregben szolgál, de a lelkiismerete szavára hallgatva a római neveltetése ellenére átáll a germánok oldalára, és történelmi vereséget mér a római hadseregre, amelyet Publius Quinctilius Varus vezet. A sorozatot Magyarországon forgatták, abban a külföldi hírességek mellett számos magyar színész is feltűnik, többek között Árpa Attila is.
Német anyanyelve mellett angolul beszél.

## Filmrendezései
- Wir sind Kaiser (2008-2009)
- CopStories (2013-2019)
- Tetthely (2017-2018)
- Barbárok (2020)